# Budila
Budila là một xã thuộc hạt Brașov, România. Dân số thời điểm năm 2002 là 3496 người.